# Harsta State
De Harsta State is een stins (landhuis) die gelegen is iets ten oosten van het Friese dorp Hogebeintum in de gemeente Noardeast-Fryslân.

## Geschiedenis
De oudste bewijzen van het bestaan van de state stammen uit 1511, toen ene Rummert oppe Harst up Hersma State genoemd werd in het register van aanbreng van Hogebeintum. De state kreeg zijn huidige vorm omstreeks 1843. In de 18e eeuw was de buitenplaats aanzienlijk groter en bezat een zijvleugel en een verdieping. In 1843 werd in opdracht van de toenmalige eigenaar het gebouw verlaagd en gepleisterd en werd de zijvleugel vervangen. De Harsta State werd bewoond door onder meer de geslachten Van Coehoorn, Van Nijsten en De Schepper. De herenbank, de rouwborden en de grafkelder van de bewoners van de state zijn te vinden in de twaalfde-eeuwse kerk van Hogebeintum.
De landschapstuin werd waarschijnlijk aangelegd in de eerste helft van de 19e eeuw door de tuinarchitect Lucas Pieters Roodbaard. Zowel het huis en de tuin als de pijlers van het toegangshek zijn erkend als rijksmonument.

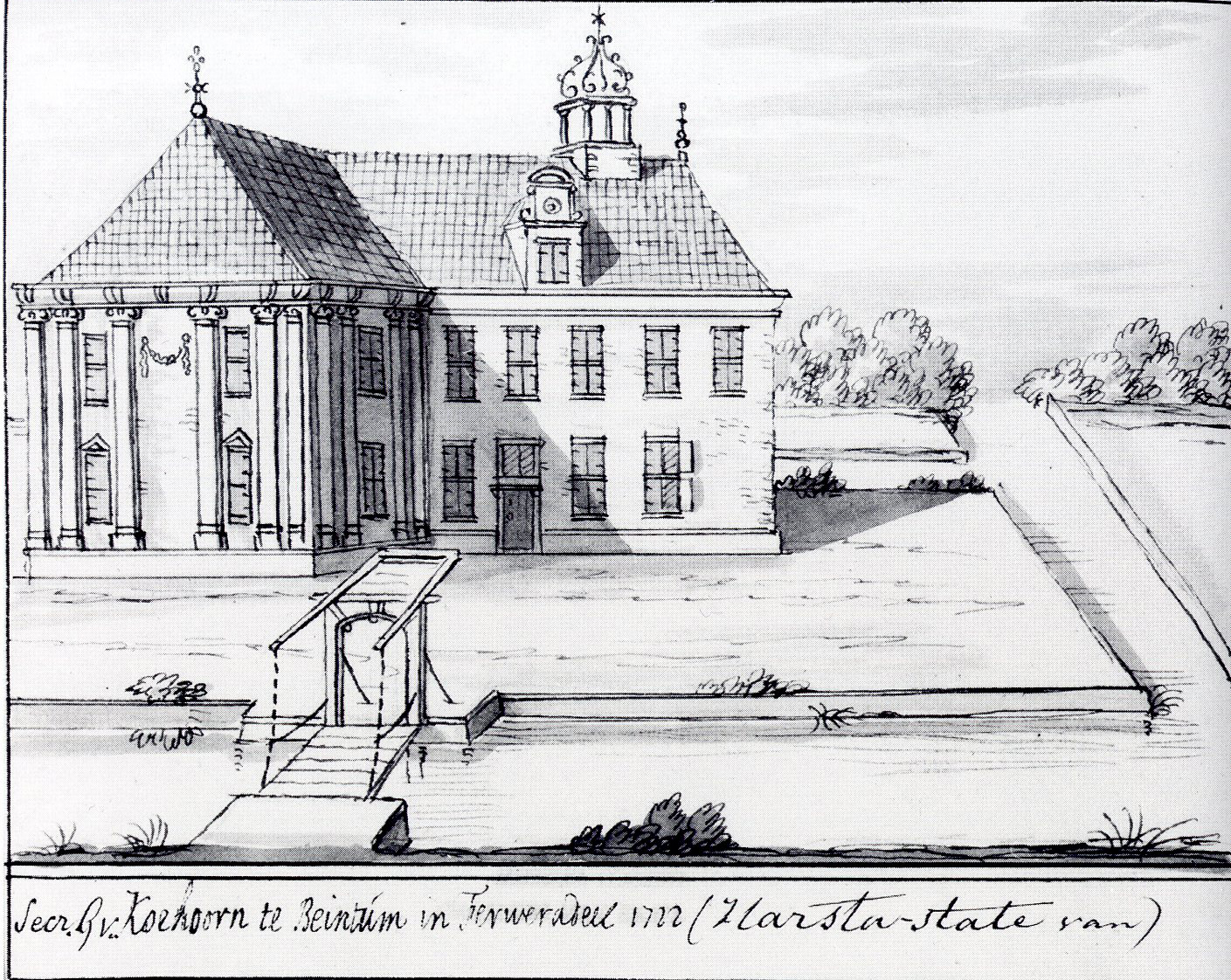
Harsta State getekend door Jacobus Stellingwerff in 1722
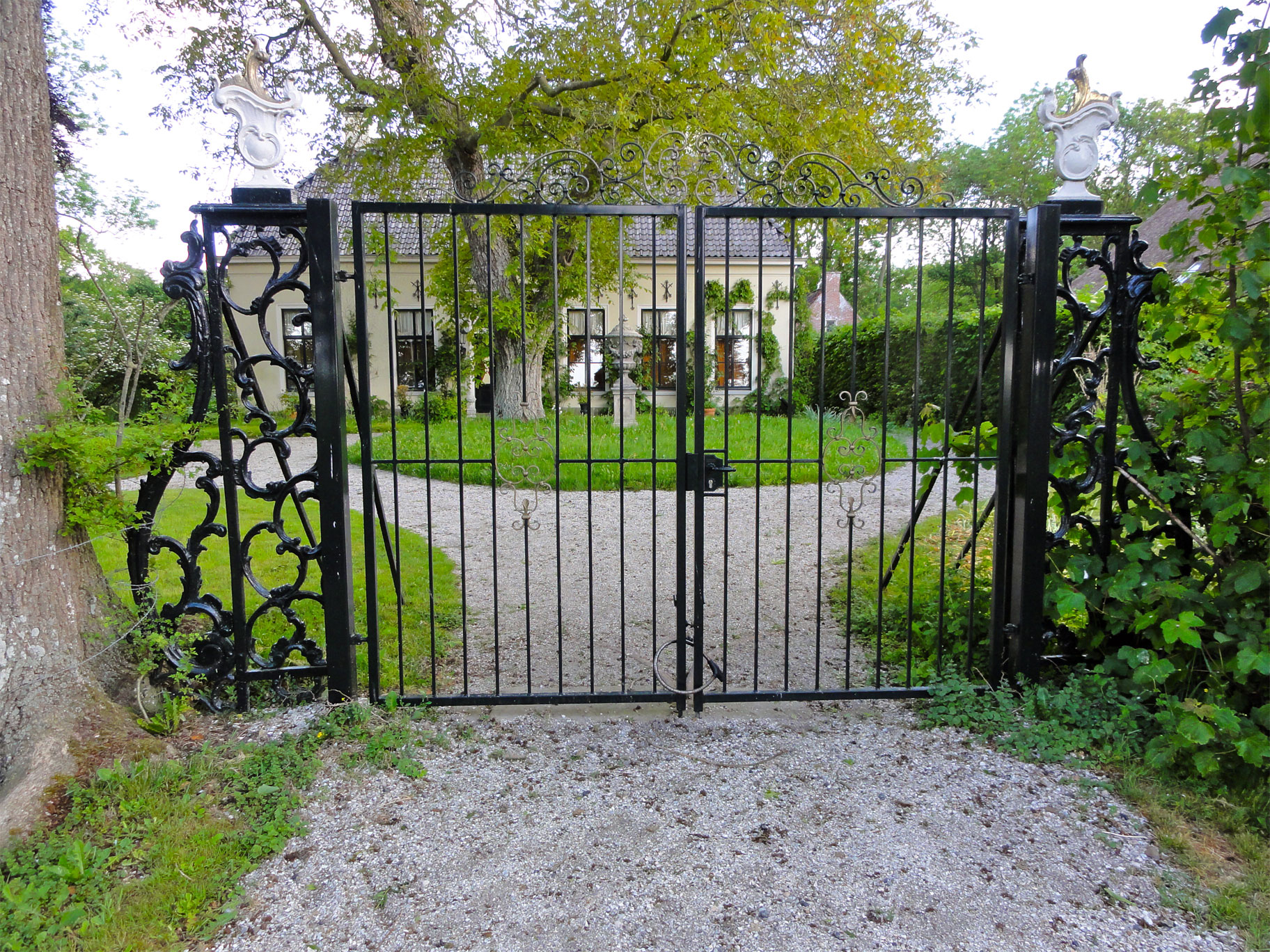
Toegangshek van de Harsta State
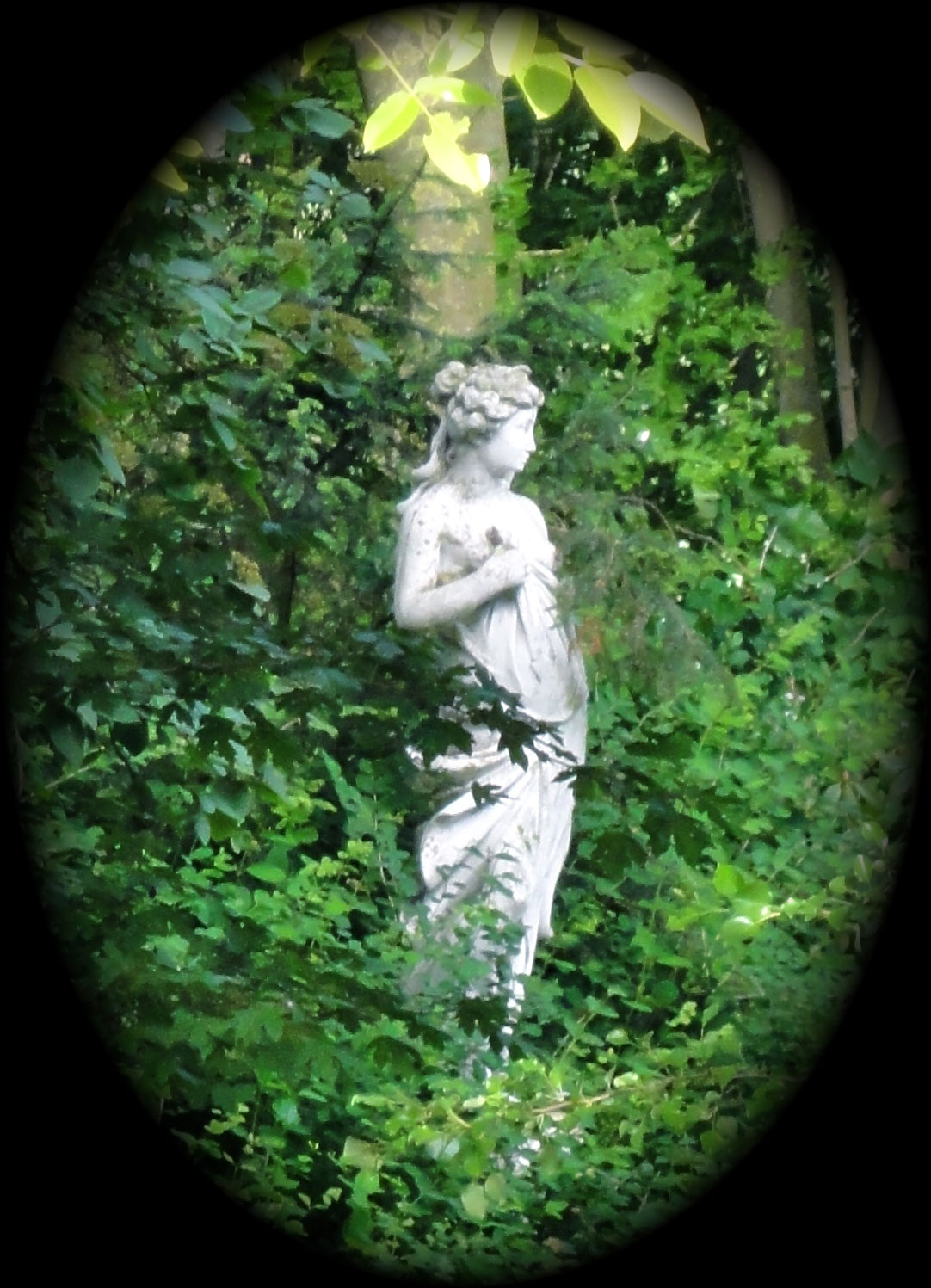
Tuinbeeld van de Harsta State

De Vereniging Hendrick de Keyser is sinds 2018 eigenaar van museumhuis Harsta State.